# 周玉山
周玉山（1950年12月22日—），現任世新大學客座教授，曾任考試委員，公務人員考試典試委員長，國家文官學院講座，國家文藝獎得主，筆名茶陵，生於台灣彰化，長於台北縣市，祖籍湖南茶陵。

## 生平
周玉山為中國文化大學三民主義研究所博士、國立政治大學東亞研究所碩士、輔仁大學社會學系學士，曾任世新大學口語傳播學系副教授、國立政治大學國際關係研究中心副研究員。父周世輔為中國哲學史學家、國立暨南大學文學士，曾任政治作戰學校教授、國立政治大學教授、輔仁大學教授。弟弟周陽山為前監察委員、立法委員。兄周南山為前中興工程顧問公司總經理、國立臺灣大學土木工程學系兼任教授。

## 社會活動
潘公展新聞獎學金基金會董事長
中山學術文化基金董事
中山學術著作獎審議委員
孫哲生先生學術基金會董事
国立政治大學校友總會理事、監事
中華民國筆會理事
中國文藝協會監事
中國青年寫作協會常務理事
中央日報主筆
中國時報主筆

## 著作
兄弟行：三民書局，民107年
大陸文學與歷史：東大圖書公司，民92年 
無聲的台灣：台北，東大圖書公司，民85年 
蔣公哲學思想與中西哲學：台北，國立編譯館，民84年 
文學徘徊：台北，東大圖書公司，民80年 
大陸文藝論衡：台北，東大圖書公司，民79年 
五四運動與中共：博士論文，民77年 
大陸文藝新探：台北，東大圖書公司，民73年 
文學邊緣：台北，東大圖書公司，民72年 
「中國左翼作家聯盟」研究：碩士論文，民64年

## 得獎記錄
國家文藝獎、中國文藝協會文藝理論獎、中國青年寫作協會青年文學獎、中華文化總會中正學術獎、行政院國科會研究著作獎、教育部青年學術獎等。

## 外部連結
- 周玉山在世新大學網頁